# 世界カデ柔道選手権大会
世界カデ柔道選手権大会（せかいカデじゅうどうせんしゅけんたいかい）はIJFが主催するカデ(15歳から17歳)選手による世界選手権。2年ごとに開催される。

## 概要
本大会は2009年から開始された。第1回大会は各階級で各国1人のみ出場できたが、第2回大会からは2人が出場できるようになった。第3回大会からはこの大会に出場できる選手の年齢を、大会開催年の12月31日時点で15歳以上17歳未満から15歳以上18歳未満に変更することになった。さらに、男女ともに代表が最大で9名までに制限された。関節技の使用は認められる。絞め技で失神した選手はそれ以降の試合には出場できない。この大会の優勝者には1500ドル、2位には800ドル、3位には400ドルが授与される。
2014年からはシニアに続いてカデでも世界ランキングが創設されたことに伴い、2015年の大会からはこのランキングに基づいて各階級のシード選手が決定されることになった。また、団体戦も導入されることに決まった。2015年の大会ではメダリストの他にそのコーチにも賞金が支給されることになった。個人戦の優勝者には1360ドル、そのコーチに340ドル、2位に680ドル、そのコーチに170ドル、3位に280ドル、そのコーチに70ドル。団体戦の優勝チームには4000ドル、2位に3000ドル、3位に2000ドル。
2020年の東京オリンピックで男女各3名の計6名による混合団体戦の実施が決まったことから、2017年の大会からは従来の男女別による5人制の団体戦ではなくオリンピックを見据えた混合団体戦が導入された。シニアでは6人制（男子73kg級、90kg級、90kg超級、女子57kg級、70kg級、70kg超級）だが、今大会では8人制（男子55kg級、66kg級、81kg級、81kg超級、女子44kg級、52kg級、63kg級、63kg超級）が採用された。一本勝ち（不戦勝、棄権勝ちを含む）が10点、技ありによる優勢勝ちが1点、指導差での勝利は0点に換算される。勝利数ないしは合計ポイントで同点の場合は無作為に選出された階級同士による代表戦となる。代表戦はGSから開始されるために、どちらかが先に技のポイントか指導3による反則勝ちを収めた時点で勝敗が決する。2019年から開催国は各階級2名出場することが可能となった。
それまで2年おきの開催だった本大会は2020年8月にも開催予定だったが、新型コロナウイルスの影響で延期となったものの、12月までに新たに開催する可能性も検討されていたが、結局実施されなかった。2022年に再開されることになった。

## 実施階級

### 個人戦
| 男子       | 男子      | 男子      | 男子      | 男子      | 男子      | 男子      | 男子    |
| ---------- | --------- | --------- | --------- | --------- | --------- | --------- | ------- |
| 50 kg 以下 | 50〜55 kg | 55〜60 kg | 60〜66 kg | 66〜73 kg | 73〜81 kg | 81〜90 kg | 90kg 超 |
| 女子       |           |           |           |           |           |           |         |
| 40 kg 以下 | 40〜44 kg | 44〜48 kg | 48〜52 kg | 52〜57 kg | 57〜63 kg | 63〜70 kg | 70kg 超 |

### 団体戦(2015年)
| 男子       | 男子      | 男子      | 男子      | 男子    |
| ---------- | --------- | --------- | --------- | ------- |
| 60 kg 以下 | 60〜66 kg | 66〜73 kg | 73〜81 kg | 81kg 超 |
| 女子       |           |           |           |         |
| 48 kg 以下 | 48〜52 kg | 52〜57 kg | 57〜63 kg | 63kg 超 |

### 男女混合(2017年)
| 男子       | 男子      | 男子      | 男子    |
| ---------- | --------- | --------- | ------- |
| 55 kg 以下 | 55〜66 kg | 73〜81 kg | 81kg 超 |
| 女子       |           |           |         |
| 44 kg 以下 | 48〜52 kg | 57〜63 kg | 63kg 超 |

### 男女混合(2019年)
| 男子       | 男子      | 男子    |
| ---------- | --------- | ------- |
| 60 kg 以下 | 60〜81 kg | 81kg 超 |
| 女子       |           |         |
| 48 kg 以下 | 48〜63 kg | 63kg 超 |

## 優勝者

### 男子
| 年     | 50kg級                       | 55kg級                       | 60kg級               | 66kg級                 | 73kg級                     | 81kg級                       | 90kg級                 | 90kg超級                             |
| ------ | ---------------------------- | ---------------------------- | -------------------- | ---------------------- | -------------------------- | ---------------------------- | ---------------------- | ------------------------------------ |
| 2009年 | サハヴァト・ガドジエフ       | 藤澤征憲                     | 高藤直寿             | アルビ・ハムホエフ     | ハサン・ハルムルザエフ     | イ・ジェヒュン               | 五十嵐涼亮             | アントン・クリボボコフ               |
| 2011年 | 永山竜樹                     | パブロ・スコプネンコ         | 大島優磨             | ミハイル・イゴルニコフ | スレイマン・ヴィシェグロフ | ベカ・グビニアシビリ         | グラム・ツシシビリ     | 田崎健祐                             |
| 2013年 | ナティグ・グルバンリ         | バウイルザン・ザウインタエフ | 大島拓海             | コバ・ムチェドリシビリ | ザウル・ラマザノフ         | ルイス・クリーバー＝ガグノン | カレレン・パリアン     | 太田彪雅                             |
| 2015年 | アイボラト・イスティバイ     | デニスラフ・イワノフ         | 古賀玄暉             | ジョバンニ・エスポジト | バシリ・バラムパナシビリ   | ファルク・ペテルシルカ       | シメオン・カタリナ     | ケマル・カイトフ                     |
| 2017年 | アルディ・デ・オリベイラ     | ミフラク・アックス           | カズベク・ナグチェフ | 桂嵐斗                 | ラシャ・ベカウリ           | エウゲン・マトベイシウク     | エドゥアルド・セルバン | キム・ミンジョン                     |
| 2019年 | ヌルカナト・セリクバエフ     | 林崇佑                       | 辻岡慶次             | アブレク・ナグチェフ   | アダム・コペツキー         | 大竹龍之助                   | ケニー・リブズ         | イラクリ・デメトラシビリ             |
| 2022年 | ヤン・モトリ＝ボンガムベ     | ザカリ・ディジョル           | ダビト・カレリ       | サバ・サマダシビリ     | 木原慧登                   | ゴル・カラペティアン         | ケンデレシ・ペテル     | ジョン・ジュニア・メッセア・ベッソン |
| 2023年 | ニハド・マミショフ           | ヌルラン・イサタエフ         | イジャク・アシピズ   | シモン・シュリク       | ルシオ・タボレッタ         | ボリス・ルトビッチ           | ニキタ・ユダノフ       | イブラヒム・タタログル               |
| 2024年 | IJF アレクセイ・トプティギン | ニハド・マミショフ           | ジョナサン・ヤン     | ゲオルギー・ギビシビリ | ジャスル・イバドゥリ       | IJF アブバクル・カンタエフ   | サンジャル・エルラヌリ | IJF ルステム・カザエフ               |

### 女子
| 年     | 40kg級                           | 44kg級                 | 48kg級                           | 52kg級                 | 57kg級                     | 63kg級               | 70kg以下級                   | 70kg超級                             |
| ------ | -------------------------------- | ---------------------- | -------------------------------- | ---------------------- | -------------------------- | -------------------- | ---------------------------- | ------------------------------------ |
| 2009年 | ヴェネラ・ニジモワ               | 森下麻衣               | 遠藤宏美                         | リ・ニン               | フラビア・ゴメス           | 田代未来             | ヴァレリア・フェラーリ       | ユ・ジヨン                           |
| 2011年 | タワニー・シルバ                 | イリーナ・ドルゴワ     | 近藤亜美                         | 米澤夏帆               | レベッカ・ブラウンニンゲル | 池絵梨菜             | アデリーヌ・ボルダ           | 朝比奈沙羅                           |
| 2013年 | 山内穂乃花                       | 鈴木茉莉               | 常見海琴                         | ジェシカ・クリムカイト | ジェニファー・シュビレ     | ゲルチャーク・サビナ | マリー＝エヴ・ガイエ         | グスマリー・ガルシア                 |
| 2015年 | オルガ・ボリソワ                 | ダリア・ビロディド     | ディヨラ・ケルディヨロワ         | 富沢佳奈               | 武田亮子                   | サンネ・フェルメール | カルラ・プロダン             | 素根輝                               |
| 2017年 | マリナ・ボロベワ                 | 河端悠                 | ブリジタ・バルガ                 | セイヤ・バルハウス     | キム・ジュヒ               | 結城彩乃             | マルレネ・ガランディ         | ヘレナ・ブコビッチ                   |
| 2019年 | ルカ・マミラ                     | メルベ・アザク         | 吉岡光                           | ベロニカ・トニオロ     | 江口凛                     | ハビベ・アフヨンル   | アイ・ツノダ・ロウスタント   | アンナ・サントス                     |
| 2022年 | アナスタシヤ・スペルソン         | ベラ・バンデル         | 宮木果乃                         | ガイア・マッシメッティ | リンソイ・チャナムバム     | シネム・オルチ       | バルチノイ・コディロワ       | グラス＝エステル・ミアナンディ＝ラル |
| 2023年 | パトリシア・トマンコワ           | クラリセ・リベイロ     | アイタナ・ディアス・エルナンデス | ハジジャ・ガダショワ   | 本田里來                   | 清水優陸             | アレクサンドラ・アンドリッチ | イ・ヒョンジ                         |
| 2024年 | アイオラ・マルチン・カルリシェス | パトリシア・トマンコワ | クラリセ・リベイロ               | 大井彩蓮               | テルビシュ・アリウンザヤ   | 木村穂花             | ルーシー・ルリエール         | ズザンナ・バナシェフスカ             |

## 国別団体戦

### 男子
| 開催年 | 優勝                                              | 2位 | 3位 | 3位 |
| 2015   | 日本 古賀玄暉 石郷岡秀征 渡邊神威 笹谷健 東部直希 | ロシア アフメド・ボガティレフ ムラド・チョパノフ アラム・グリゴリアン ムラド・クルバニスマイロフ イナル・タソエフ | ウズベキスタン ベフルズ・アマンダフラトフ ゴリビョン・スライモノフ ジャスル・ソディコフ シェルホン・トゥラボエフ アロビディーン・ジュラクロフ | ジョージア ロビンゾン・ベグララシビリ バグラティ・ニニアシビリ ラシャ・ドゥダシビリ ゴガ・ケフヒシビリ ゲラ・ザアリシビリ |

### 女子
| 開催年 | 優勝                                                | 2位 | 3位 | 3位 |
| 2015   | 日本 梅北眞衣 富沢佳奈 武田亮子 佐々木ちえ 髙久鈴花 | クロアチア マテア・ブルレッチ ティヘア・トポロベッチ ドーラ・ボルタス ルシヤ・バビッチ カルラ・プロダン | ロシア エカテリーナ・ドルギフ マルガリータ・シュライネル ダンナ・ナグチェワ アナスタシア・コリャデンコワ エフゲニア・コンドラショワ | フランス アネ・モスディエール リディア・ブドゥエア マリーヌ・ジロー アレクシア・ブガ ドリーヌ・ンチャムポ |

### 男女混合
| 開催年 | 優勝 | 2位 | 3位 | 3位 |
| 2017   | ロシア リリア・ヌグエワ アルマン・ガムバリアン ナタリア・エルキナ カレン・ガルスチャン ダリア・バシレワ マンスール・ロルサノフ ダリア・ブラディミロワ ダビド・ババヤン | ブラジル ラウラ・フェレイラ アリスティデス・ジュニオール ニコレ・フランゾル ペドロ・メデイロス ガブリエラ・モラエス マルセロ・ゴメス ルイザ・クルス レオナルド・サンタナ | 日本 河端悠 鷲見仁義 渡邉愛子 桂嵐斗 小林未奈 中矢遥香 板東虎之輔 米川明穂 森健心                                                              | ジョージア ルカ・カパナーゼ エカテリーナ・タトゥナシビリ ミヘイリ・バフバハシビリ マリアム・チャントリア ウラジーミル・アハルカトシ ソフィオ・ソムヒシビリ アレクシ・スビアニーゼ      |
| 2019   | 日本 吉岡光 佐藤優磨 矢澤愛理 大竹龍之助 八巻衣音 菅原光輝 | アゼルバイジャン サビーナ・アリエワ カムラン・スレイマノフ アイタイ・ガルダシハンリ ブガル・タリボフ ナルミン・アミルリ フセイン・マメドフ                               | ロシア アイナ・モイセーワ リズバン・マゴマドフ ザリナ・ズラエワ ミハイル・アブデーフ アレクサンドラ・ザギロワ ノルダル・オノプリエンコ         | トルコ ブケトヌル・カラブルト ムハメド・デミレル ハビベ・アフヨンル ムサ・シメスク ヒラル・エズテュルク ムニール・エルトゥグ                                                           |
| 2022   | ' フランス アリシア・プランジュ ケルバン・レイ ドリア・ブルサ トマ・プクリ グラス＝エステル・ミアナンディ＝ラル マテオ・アキアナ＝モンゴ                               | ' アゼルバイジャン アイダン・バリエワ ニザミ・イムラノフ フィダン・アリザダ アイ・ハジザダ ニガル・スレイマノワ ラマザン・アーマドフ                                     | ' トルコ ゼイネプ＝ベトゥル・サリカヤ アブドゥルサメト・カキル グルザデ・コルクマズ エルマン・グルゲン エリフ・バスクト イブラヒム・タタログル | ' ウズベキスタン ザリナ・ジャマロワ サルドル・ヒマトフ フルシダ・ラゾクベルディエワ アリシェル・サマノフ セビンチ・トゥラクロワ エルナル・ホルムミノフ                                 |
| 2023   | ' フランス メル・ルカ マクセンス・アドリアノ エミ・ガルドゥク ダビド・グナフア セリア・カンカン レオニ・ミンカダ＝カキノー マテオ・アキアナ＝モンゴ                    | ' アゼルバイジャン マリアム・バイラムザデ マハンマド・ムサエフ ハディジャ・ガダショワ アスラン・コツォエフ カミラ・トホリエワ ラマザン・アーマドフ                       | ' 日本 畑山凜 山本風来 清水優陸 中田涼太 井上朋香 三木望夢                                                                                     | ' トルコ ジゼム・ディンセル ヒルミ・ムシク ヒラル・アキルディズ エミル・セリム・アリ トゥアナ・グレナイ イブラヒム・タタログル                                                         |
| 2024   | ' 日本 井上愛翔 山本風来 木村穂花 横尾優空 井上朋香 三木清夢 | ' フランス オーレル・マチルド マクセンス・アドリアノ マノン・アガティ＝アルアシュ ダビド・イウルコブスチ レオニー・ミンカダ＝カキノー ケバン・ンズジ＝ディアシビ         | ' ブラジル クラリセ・リベイロ フェルナンド・ミツダ アナ＝カロリネ・ダコスタ シラス・コスタ オリビア・オリベイラ ルイス＝アントニオ・オリベイラ | ' モンゴル ジャムスラン・アヌダリ チンゾリグ・ボディラグチャー テルビシュ・アリウンザヤ バヤルジャブフラン・テムーレン フレルチュルーン・マラルマー ウーガンバヤル・ムングンウチュラル |

### 各国メダル数
| 順 | 国・地域                 | 金 | 銀 | 銅 | 計 |
| -- | ------------------------ | -- | -- | -- | -- |
| 1  | 日本                     | 39 | 16 | 26 | 81 |
| 2  | ロシア                   | 16 | 8  | 30 | 54 |
| 3  | フランス                 | 9  | 12 | 16 | 37 |
| 4  | ジョージア               | 8  | 13 | 17 | 38 |
| 5  | ブラジル                 | 6  | 14 | 15 | 35 |
| 6  | アゼルバイジャン         | 5  | 13 | 11 | 29 |
| 7  | イタリア                 | 5  | 9  | 14 | 28 |
| 8  | トルコ                   | 5  | 4  | 12 | 21 |
| 9  | ドイツ                   | 5  | 3  | 15 | 23 |
| 10 | カザフスタン             | 5  | 3  | 14 | 22 |
| 11 | 韓国                     | 5  | 3  | 3  | 11 |
| 12 | ウクライナ               | 4  | 8  | 13 | 25 |
| 13 | ハンガリー               | 4  | 4  | 4  | 12 |
| 14 | オランダ                 | 3  | 4  | 9  | 16 |
| -  | IJF                      | 3  | 3  | 2  | 8  |
| 15 | スペイン                 | 3  | 0  | 4  | 7  |
| 16 | カナダ                   | 3  | 0  | 2  | 5  |
| 17 | ウズベキスタン           | 2  | 6  | 16 | 24 |
| 18 | クロアチア               | 2  | 4  | 3  | 9  |
| 19 | ポーランド               | 2  | 2  | 6  | 10 |
| 20 | セルビア                 | 2  | 0  | 4  | 6  |
| 21 | スロバキア               | 2  | 0  | 2  | 4  |
| 22 | モンゴル                 | 1  | 4  | 8  | 13 |
| 23 | チャイニーズタイペイ     | 1  | 2  | 1  | 4  |
| 24 | ルーマニア               | 1  | 1  | 5  | 7  |
| 25 | ブルガリア               | 1  | 0  | 2  | 3  |
| 25 | ギリシャ                 | 1  | 0  | 2  | 3  |
| 25 | イスラエル               | 1  | 0  | 2  | 3  |
| 28 | アルメニア               | 1  | 0  | 1  | 2  |
| 28 | チェコ                   | 1  | 0  | 1  | 2  |
| 28 | 中国                     | 1  | 0  | 1  | 2  |
| 28 | インド                   | 1  | 0  | 1  | 2  |
| 28 | モルドバ                 | 1  | 0  | 1  | 2  |
| 28 | アメリカ合衆国           | 1  | 0  | 1  | 2  |
| 34 | キューバ                 | 1  | 0  | 0  | 1  |
| 35 | ベルギー                 | 0  | 2  | 6  | 8  |
| 36 | 北朝鮮                   | 0  | 2  | 1  | 3  |
| 37 | オーストリア             | 0  | 1  | 5  | 6  |
| 38 | スウェーデン             | 0  | 1  | 3  | 4  |
| 39 | モンテネグロ             | 0  | 1  | 2  | 3  |
| 40 | アルゼンチン             | 0  | 1  | 1  | 2  |
| 40 | ボスニア・ヘルツェゴビナ | 0  | 1  | 1  | 2  |
| 40 | エストニア               | 0  | 1  | 1  | 2  |
| 40 | ラトビア                 | 0  | 1  | 1  | 2  |
| 44 | ブルガリア               | 0  | 1  | 0  | 1  |
| 44 | フィンランド             | 0  | 1  | 0  | 1  |
| 44 | ベネズエラ               | 0  | 1  | 0  | 1  |
| 47 | イギリス                 | 0  | 0  | 3  | 3  |
| 47 | タジキスタン             | 0  | 0  | 3  | 3  |
| 49 | ベラルーシ               | 0  | 0  | 2  | 2  |
| 49 | リトアニア               | 0  | 0  | 2  | 2  |
| 49 | スロベニア               | 0  | 0  | 2  | 2  |
| 52 | デンマーク               | 0  | 0  | 1  | 1  |
| 52 | イラン                   | 0  | 0  | 1  | 1  |
| 52 | キルギス                 | 0  | 0  | 1  | 1  |
| 52 | ポルトガル               | 0  | 0  | 1  | 1  |
| 52 | トルクメニスタン         | 0  | 0  | 1  | 1  |
| 52 | チュニジア               | 0  | 0  | 1  | 1  |

- IJFは2024年大会にIJF名義で出場してメダルを獲得した8名のロシア選手をメダル一覧表に含めなかった[12]。

## カデ及びジュニア双方の世界大会で優勝した選手
| 階級                    | 優勝選手                   | 国籍                    | 世界ジュニアの優勝年    |
| 第1回大会（2009年） 5名 | 第1回大会（2009年） 5名    | 第1回大会（2009年） 5名 | 第1回大会（2009年） 5名 |
| ----------------------- | -------------------------- | ----------------------- | ----------------------- |
| 男子50kg級              | サハヴァト・ガドジエフ     | ロシア                  | 2011年世界ジュニア      |
| 男子60kg級              | 高藤直寿                   | 日本                    | 2011年世界ジュニア      |
| 男子90kg超級            | アントン・クリボボコフ     | ロシア                  | 2013年世界ジュニア      |
| 女子48kg級              | 遠藤宏美                   | 日本                    | 2011年世界ジュニア      |
| 女子63kg級              | 田代未来                   | 日本                    | 2010年世界ジュニア      |
| 第2回大会（2011年） 5名 |                            |                         |                         |
| 男子50kg級              | 永山竜樹                   | 日本                    | 2015年世界ジュニア      |
| 男子81kg級              | ベカ・グビニアシビリ       | ジョージア              | 2013年世界ジュニア      |
| 女子44kg級              | イリーナ・ドルゴワ         | ロシア                  | 2013年世界ジュニア      |
| 女子48kg級              | 近藤亜美                   | 日本                    | 2014年世界ジュニア      |
| 女子70kg超級            | 朝比奈沙羅                 | 日本                    | 2014年世界ジュニア      |
| 第3回大会（2013年） 1名 |                            |                         |                         |
| 女子63kg級              | ゲルチャーク・サビナ       | ハンガリー              | 2015年世界ジュニア      |
| 第4回大会（2015年） 4名 |                            |                         |                         |
| 女子44kg級              | ダリア・ビロディド         | ウクライナ              | 2018年世界ジュニア      |
| 女子57kg級              | 武田亮子                   | 日本                    | 2018年世界ジュニア      |
| 女子63kg級              | サンネ・フェルメール       | オランダ                | 2018年世界ジュニア      |
| 女子70kg超級            | 素根輝                     | 日本                    | 2017年世界ジュニア      |
| 第5回大会（2017年） 1名 |                            |                         |                         |
| 男子73kg級              | ラシャ・ベカウリ           | ジョージア              | 2018年世界ジュニア      |
| 第6回大会（2019年） 4名 |                            |                         |                         |
| 男子66kg級              | アブレク・ナグチェフ       | ロシア                  | 2021年世界ジュニア      |
| 男子90kg級              | ケニー・リブズ             | フランス                | 2022年世界ジュニア      |
| 女子48kg級              | 吉岡光                     | 日本                    | 2022年世界ジュニア      |
| 女子70kg級              | アイ・ツノダ・ロウスタント | スペイン                | 2021年世界ジュニア      |
| 第7回大会（2022年） 2名 |                            |                         |                         |
| 男子73kg級              | 木原慧登                   | 日本                    | 2024年世界ジュニア      |
| 女子48kg級              | 宮木果乃                   | 日本                    | 2023年世界ジュニア      |
| 第8回大会（2023年） 2名 |                            |                         |                         |
| 女子57kg級              | 本田里來                   | 日本                    | 2024年世界ジュニア      |
| 女子70kg超級            | イ・ヒョンジ               | 韓国                    | 2024年世界ジュニア      |
| 第9回大会（2024年） 1名 |                            |                         |                         |
| 女子52kg級              | 大井彩蓮                   | 日本                    | 2024年世界ジュニア      |

(出典、JudoInside.com)

## カデ及びシニア双方の世界大会で優勝した選手
| 階級                    | 優勝選手                | 国籍                    | シニアの世界大会優勝年             |
| 第1回大会（2009年） 2名 | 第1回大会（2009年） 2名 | 第1回大会（2009年） 2名 | 第1回大会（2009年） 2名            |
| ----------------------- | ----------------------- | ----------------------- | ---------------------------------- |
| 男子60kg級              | 高藤直寿                | 日本                    | 2013年世界選手権                   |
| 男子73kg級              | ハサン・ハルムルザエフ  | ロシア                  | 2016年リオデジャネイロオリンピック |
| 第2回大会（2011年） 2名 |                         |                         |                                    |
| 女子48kg級              | 近藤亜美                | 日本                    | 2014年世界選手権                   |
| 女子78kg超級            | 朝比奈沙羅              | 日本                    | 2017年世界選手権(無差別)           |
| 第3回大会（2013年） 2名 |                         |                         |                                    |
| 女子52kg級              | ジェシカ・クリムカイト  | カナダ                  | 2021年世界選手権                   |
| 女子70kg級              | マリー＝エヴ・ガイエ    | フランス                | 2019年世界選手権                   |
| 第4回大会（2015年） 2名 |                         |                         |                                    |
| 女子44kg級              | ダリア・ビロディド      | ウクライナ              | 2018年世界選手権                   |
| 女子70kg超級            | 素根輝                  | 日本                    | 2019年世界選手権                   |
| 第5回大会（2017年） 1名 |                         |                         |                                    |
| 男子73kg級              | ラシャ・ベカウリ        | ジョージア              | 東京オリンピック                   |

(出典、JudoInside.com)

## カデ、ジュニア及びシニアの世界大会で優勝した選手
| 階級                    | 優勝選手                | 国籍                    | ジュニアの世界大会優勝年 | シニアの世界大会優勝年   |
| 第1回大会（2009年） 1名 | 第1回大会（2009年） 1名 | 第1回大会（2009年） 1名 | 第1回大会（2009年） 1名  | 第1回大会（2009年） 1名  |
| ----------------------- | ----------------------- | ----------------------- | ------------------------ | ------------------------ |
| 男子60kg級              | 高藤直寿                | 日本                    | 2011年世界ジュニア       | 2013年世界選手権         |
| 第2回大会（2011年） 2名 |                         |                         |                          |                          |
| 女子48kg級              | 近藤亜美                | 日本                    | 2014年世界ジュニア       | 2014年世界選手権         |
| 女子78kg超級            | 朝比奈沙羅              | 日本                    | 2014年世界ジュニア       | 2017年世界選手権(無差別) |
| 第4回大会（2015年） 2名 |                         |                         |                          |                          |
| 女子44kg級              | ダリア・ビロディド      | ウクライナ              | 2018年世界ジュニア       | 2018年世界選手権         |
| 女子70kg超級            | 素根輝                  | 日本                    | 2017年世界ジュニア       | 2019年世界選手権         |
| 第5回大会（2017年） 1名 |                         |                         |                          |                          |
| 男子73kg級              | ラシャ・ベカウリ        | ジョージア              | 2018年世界ジュニア       | 2020年東京オリンピック   |

(出典、JudoInside.com)

## 同一年に同一国の選手がカデ、ジュニア、シニア全ての世界大会で優勝したケース
| 階級       | 国籍   | 世界カデ | 世界ジュニア | 世界選手権 |
| 2009年     | 2009年 | 2009年   | 2009年       | 2009年     |
| ---------- | ------ | -------- | ------------ | ---------- |
| 女子63kg級 | 日本   | 田代未来 | 山本小百合   | 上野順恵   |
| 2011年     |        |          |              |            |
| 女子48kg級 | 日本   | 近藤亜美 | 遠藤宏美     | 浅見八瑠奈 |
| 女子52kg級 | 日本   | 米澤夏帆 | 宮川拓美     | 中村美里   |
| 2015年     |        |          |              |            |
| 女子57kg級 | 日本   | 武田亮子 | 舟久保遥香   | 松本薫     |

(出典、JudoInside.com)

## 個人記録
| Category   | 男子 | 女子                                                 |
| ---------- | --- | ---------------------------------------------------- |
| 最年少優勝 | - ミハイル・イゴルニコフ : 14歳301日（2011年66kg級）                                                                                        | - 朝比奈沙羅 : 14歳296日（2011年70kg超級）           |
| 最年長優勝 | - ケマル・カイトフ : 17歳248日（2015年90kg超級）                                                                                            | - グスマリー・ガルシア : 17歳158日（2013年70kg超級） |
| 兄弟優勝   | - 大島優磨 :（2011年60kg級） - 大島拓海 :（2013年60kg級） - カズベク・ナグチェフ :（2017年60kg級） - アブレク・ナグチェフ :（2019年66kg級） |                                                      |

(出典、JudoInside.com)

## 同一国の選手同士による決勝対決
| 階級                | 国籍                | 優勝選手                             | 2位                  |
| 第2回大会（2011年） | 第2回大会（2011年） | 第2回大会（2011年）                  | 第2回大会（2011年）  |
| ------------------- | ------------------- | ------------------------------------ | -------------------- |
| 男子90kg以下級      | ジョージア          | グラム・ツシシビリ                   | シャルバ・チョチェリ |
| 第3回大会（2013年） |                     |                                      |                      |
| 男子90kg以下級      | ロシア              | カルレン・パリャン                   | ショータ・バニエフ   |
| 第4回大会（2015年） |                     |                                      |                      |
| 男子90kg超級        | ロシア              | ケマル・カイトフ                     | イナル・タソエフ     |
| 第6回大会（2019年） |                     |                                      |                      |
| 男子90kg超級        | ジョージア          | イラクリ・デメトラシビリ             | ギガ・タチアシビリ   |
| 第7回大会（2022年） |                     |                                      |                      |
| 女子70kg超級        | フランス            | グラス＝エステル・ミアナンディ＝ラル | セリア・カンカン     |
| 第9回大会（2024年） |                     |                                      |                      |
| 男子81kg以下級      | IJF                 | アブバクル・カンタエフ               | イリア・シモノフ     |

## 開催地一覧
| 年     | 月日           | 開催都市                          |
| ------ | -------------- | --------------------------------- |
| 2009年 | 8月6 - 9日     | ハンガリー ブダペスト             |
| 2011年 | 8月11 - 14日   | ウクライナ キエフ                 |
| 2013年 | 8月8 - 11日    | アメリカ合衆国 マイアミ           |
| 2015年 | 8月5 - 8日     | ボスニア・ヘルツェゴビナ サラエボ |
| 2017年 | 8月9 - 13日    | チリ サンティアゴ                 |
| 2019年 | 9月25 - 29日   | カザフスタン アルマトイ           |
| 2020年 | 中止           | トルコ イスタンブール             |
| 2022年 | 8月24 - 28日   | ボスニア・ヘルツェゴビナ サラエボ |
| 2023年 | 8月23 - 27日   | クロアチア ザグレブ               |
| 2024年 | 8月28 - 9月1日 | ペルー リマ                       |
| 2025年 | 8月27 - 31日   | ブルガリア ソフィア               |

(出典、JudoInside.com)

## 年齢詐称疑惑など
- 2009年大会の73kg級で優勝したロシアのハサン・ハルムルザエフは1993年10月9日生まれということになっていたが、実際はそれより3年早く生まれているという疑惑が浮上した。今大会は大会開催年の12月31日時点で男女とも15歳以上17歳未満の選手がカデ年齢と規定されているため、もしその疑惑が事実なら、今大会においてハルムルザエフに出場資格はなく、規定違反に該当することとなる。なお、ハルムルザエフは当初2013年のヨーロッパジュニアに出場予定だったが、年齢詐称疑惑が浮上したことにより、ロシアチームはハルムルザエフの出場を見合わせることになった[14][15]。
- 2019年大会の女子52㎏級初戦で地元カザフスタンのアヤナ・サトキナリエワがタジキスタンのアフリヤ・ムミノワと対戦した際に、スマホを畳に持ち込んだことが開始早々に発覚して反則負けとなった[16]。